# عبیدالله اچکزی
عبیدالله اچکزی (زاده: ۱۳۵۳ ولسوالی سپین‌بولدک، ولایت قندهار) سیاست‌مدار افغانستانی و نماینده مردم قندهار در دوره پانزدهم مجلس نمایندگان افغانستان است.

## زندگی‌نامه
عبیدالله اچکزی متولد ۱۳۵۳ از ولسوالی سپین‌بولدک ولایت قندهار افغانستان است. وی دارای مدرک تحصیلی بکلوریا/دیپلم است.

## دیگر فعالیت‌ها
- تجارت.[۱]